# Лагос, Яннис
Я́ннис Лаго́с (греч. Γιάννης Λαγός, род. 7 сентября 1972, Перама, Греция) — греческий политик. Основатель и в прошлом — лидер (2019—2021) ультраправой партии Национальное народное сознание (ЭЛАСИН). Депутат Европейского парламента со 2 июля 2019 года по 16 июля 2024 года. В прошлом — депутат парламента Греции (2012—2019). Один из руководителей ультраправой партии «Золотая заря», признанной 7 октября 2020 года преступной организацией. Приговорён к 13 годам тюремного заключения за руководство преступной организацией.

## Биография
Родился 7 сентября 1972 года в городе Перама, западном пригороде Афин.
Работал страховщиком, затем садовником в муниципалитете Перама. Стал водителем и охранником Николаоса Михалолиакоса, лидера «Золотой зари». В июле 2011 года был арестован за незаконные хранение и ношение оружия, после чего работал вооружённым охранником на морских судах, плавающих у берегов Сомали.
По результатам парламентских выборов 6 мая 2012 года избран депутатом парламента. На выборах в Европейский парламент в мае 2019 года избран и с 2 июля 2019 года приступил к обязанностям депутата Европейского парламента. В ходе обострения Европейского миграционного кризиса демонстративно порвал флаг Турции во время пленарного заседания в январе 2020 года, за что был оштрафован на недельную зарплату (2261 евро), а его парламентская деятельность приостановлена на четыре дня подряд, начиная с 11 февраля.
9 ноября 2019 года основал ультраправую партию «Национальное народное сознание».
28 сентября 2013 года Лагос и Николаос Михалолиакос, лидер «Золотой зари» были арестованы в ходе дела против партии «Золотая заря» после убийства Павлоса Фиссаса. 20 марта 2015 года Михалолиакос и Лагос были выпущены из тюрьмы в связи с истечением предельного срока предварительного содержания под стражей (18 месяцев). Три месяца спустя Лагос был вновь арестован за нарушение условий домашнего ареста и выпущен из тюрьмы 16 сентября 2015 года. В сентябре 2019 года в ходе дела против партии «Золотая заря» Лагос был осуждён на 8 месяцев условного срока за подстрекательство к нападению в июле 2013 года на общественный центр «Синерьо» (Συνεργείο) в Ильюполисе, восточном пригороде Афин. Центр бесплатно учил греческому языку мигрантов. Нападение на центр и на его директора Панайотиса Дримилиса было осуществлено группой из около 20 членов партии «Золотая заря». 
7 октября 2020 года Апелляционный суд (Εφετείο Αθηνών) в Афинах признал партию преступной группировкой. Никос Михалолиакос, Яннис Лагос и ещё пять человек признаны виновными в руководстве организованной преступной группой. 14 октября Никос Михалолиакос, Яннис Лагос и ещё четыре человека приговорены к 13 годам тюрьмы за руководство преступной группировкой. Артемис Маттеопулос получил 10 лет за руководство преступной группировкой. Через несколько часов после оглашения приговора Лагос вылетел в Брюссель. 19 октября 2020 года греческие власти подали в Европейский парламент запрос о снятии депутатской неприкосновенности с Янниса Лагоса с целью привлечения его к ответственности. 22 октября суд вынес окончательное решение в отношении некоторых членов «Золотой зари», в том числе Янниса Лагоса.
27 апреля 2021 года Лагос лишён парламентской неприкосновенности. 658 депутатов Европейского парламента проголосовали за, 25 против и 10 воздержались. Через несколько часов Лагос был арестован у себя дома в Брюсселе. В ночь на 16 мая экстрадирован из Брюсселя в Афины и помещён в тюрьму особо строгого режима в Домокосе.